# 今藤長十郎 (4代目)
四代目 今藤 長十郎　（よだいめ いまふじ ちょうじゅうろう、1947年〈昭和22年〉6月4日 - ）は、長唄女流三味線奏者。長唄今藤流四世家元。本名は坂田 小苗（さかた さなえ）。東京都生まれ。
人間国宝の三代目今藤長十郎の三女。伯母は長唄女流三味線弾きの第一人者で重要無形文化財保持者の今藤綾子。

## 来歴
- 1951年　今藤小苗の名で「供奴」で初舞台
- 1969年　日本大学芸術学部音楽学科作曲専攻卒業
- 1973年　今藤小苗会を主催（〜1984年）
- 1981年　三彩会を主催（〜1983年）
- 1981年　ロンドン公演
- 1982年　東南アジア公演
- 1984年　8月4日父が死去。流派・一門の総意として長唄今藤流四世家元の継承と四代目今藤長十郎の襲名が通夜の席で承認される。
- 1985年　三代目一周忌で四世家元を継承し四代目長十郎を襲名。「今藤会」を国立劇場で開催。
- 1986年　三代目三回忌「今藤会」を国立文楽劇場で開催。
- 1988年　ユーゴスラビア公演
- 1990年　三代目七回忌「今藤会」を歌舞伎座で開催。
- 1992年　自身の四代目襲名十周年記念「今藤会」を国立文楽劇場で開催。
- 1992年　リサイタル「三味線の響」をはじめる。
- 1996年　三代目十三回忌「今藤会」を歌舞伎座で開催。
- 2000年　三代目十七回忌「今藤会」を国立劇場で開催。
- 2004年　自身の四代目襲名二十周年記念「今藤会」を国立劇場で開催。
- 2005年　香港公演。
- 2009年　モナコ国立オペラ座公演。
- 2010年　三代目二十七回忌「今藤会」を国立劇場で開催。
- 2022年　旭日双光章受章[1]。

## 活動
1992年から毎年リサイタル「三味線の響」を開催。長唄の古典の大曲から、父・三代目の作曲した作品、自身の作曲した作品まで披露している。
2011年は3月には「平成22年年度文化庁国際芸術交流支援事業」としてベルリンのベルリン市庁舎ホールで公演が行われた。
創作曲として夫・小松原まさしと共に作曲した『冬の星空』が上演される。

## 作曲
- 『森林地帯』
- 『作品二五A』
- 『対話・Ⅱ』
- 『異聞道成寺』
- 『花暦』
- 『百世の寿』
- 『天守物語』
- 『藤波 ふじむらさきしのぶ』
- 『芸者仇吉』
- 『ゆかりの藤波』
- 『相幻道成寺』
- 『海道下 平家物語全集より』
- 『夜の空』
- 『花見舟』
- 『鹿』
- 『風にゆられて』
- 『春の岸』
- 『春怨抄』
- 『鳥居峠』
- 『おはん』
- 『曼珠沙華』